# Resultados do Carnaval do Rio de Janeiro em 1960
Nesta página estão listados os resultados dos concursos de escolas de samba, frevos carnavalescos, ranchos carnavalescos e sociedades carnavalescas do carnaval do Rio de Janeiro do ano de 1960. Os desfiles foram realizados entre os dias 28 de fevereiro e 1 de março de 1960.
O Supercampeonato das escolas de samba foi marcado por uma tumultuada apuração que resultou na divisão do título de campeã entre cinco escolas. Previamente, a Portela foi declarada campeã por somar mais pontos. Representantes do Salgueiro, terceiro colocado, protestaram contra o resultado, alegando que o regulamento do ano previa o desconto de pontos como punição para as escolas que atrasassem o início de seus desfiles. Dessa forma, Portela perderia 15 pontos; a Mangueira, 10; e o título ficaria com o Salgueiro. A Prefeitura do Rio assumiu a culpa pelo atraso dos desfiles e manteve a Portela como campeã, mas o presidente do Salgueiro, Nelson de Andrade, ameaçou entrar na Justiça contra o resultado.
No dia seguinte à apuração, os presidentes das escola se reuniram para tentar encontrar uma solução para o impasse. Natal, presidente da Portela, sugeriu que as cinco primeiras colocadas fossem declaradas campeãs. A proposta foi aceita por unanimidade. Natal também convidou as outras quatro campeãs para desfilarem junto com a Portela, no dia seguinte, em Madureira. Dessa forma, a Portela conquistou seu 15.º título no carnaval, sendo o quarto consecutivo. O enredo "Rio, Capital Eterna do Samba ou Rio, Cidade Eterna" foi desenvolvido por Djalma Vogue, que obteve seu quarto título pela escola. A Mangueira foi campeã pela oitava vez; o Salgueiro venceu seu primeiro campeonato; a Unidos da Capela foi campeã pela segunda vez; e o Império Serrano conquistou seu sétimo título. Últimas colocadas, Unidos de Padre Miguel, Beija-Flor, Aprendizes da Boca do Mato e Unidos de Bangu foram rebaixadas para a segunda divisão.
Caprichosos de Pilares venceu o Campeonato Câmara do DF, sendo promovida à primeira divisão junto com a vice-campeã, Acadêmicos de Bento Ribeiro. Unidos de Vila Isabel conquistou o título do Campeonato Dep. de Turismo e Certames, sendo promovida à segunda divisão junto com a vice-campeã, União de Vaz Lobo. Lenhadores ganhou a disputa dos frevos. Decididos de Quintino foi o campeão dos ranchos. Pierrôs da Caverna conquistou o título do concurso das grandes sociedades.

## Escolas de samba

### Supercampeonato
O desfile da primeira divisão, chamado de Supercampeonato, foi organizado pela Associação das Escolas de Samba do Brasil (AESB) e realizado no domingo, dia 28 de fevereiro de 1960, na Avenida Rio Branco, no trecho entre a Rua Santa Luzia e o Theatro Municipal. Com início marcado para as vinte horas, começou apenas às 21 horas e 30 minutos, tendo seu término às onze horas da manhã do dia seguinte. A ordem de desfile foi definida por sorteio.
| Ordem dos desfiles |
| 1. Acadêmicos do Salgueiro 2. Aprendizes da Boca do Mato 3. Unidos de Bangu 4. Mocidade Independente de Padre Miguel 5. Portela 6. União de Jacarepaguá 7. Império Serrano 8. Aprendizes de Lucas 9. Unidos da Capela 10. Beija-Flor 11. Estação Primeira de Mangueira 12. Unidos de Padre Miguel |

#### Quesitos e julgadores
Doze quesitos foram avaliados com notas de 0 a 10.
| Quesito | Quesito             | Quesito             | Julgador         |
| ------- | ------------------- | ------------------- | ---------------- |
|         | Bateria             | Bateria             | Lúcio Rangel     |
|         | Harmonia            |                     | Lúcio Rangel     |
|         | Samba-Enredo        | Letra               | Lúcio Rangel     |
| Música  | Samba-Enredo        |                     | Lúcio Rangel     |
|         | Alegorias e Riqueza | Alegorias e Riqueza | Haroldo Costa    |
|         | Fantasias           | Fantasias           | Kalma Murtinho   |
|         | Bandeira            |                     | Kalma Murtinho   |
|         | Comissão de Frente  |                     | Kalma Murtinho   |
|         | Enredo              | Enredo              | Eneida de Moraes |
|         | Evolução            | Evolução            | Ana Letícia      |
|         | Mestre-Sala         |                     | Ana Letícia      |
|         | Porta-Bandeira      |                     | Ana Letícia      |

#### Classificação
A apuração do resultado foi realizada na quinta-feira, dia 3 de março de 1960, na sede do Departamento de Turismo do Rio de Janeiro. A soma das notas da comissão julgadora deu o primeiro lugar à Portela, seguida pela Estação Primeira de Mangueira. Representantes do terceiro colocado, Acadêmicos do Salgueiro, protestaram contra o resultado, alegando que o regulamento do ano previa o desconto de pontos como punição para as escolas que atrasassem o início de seus desfiles. Dessa forma, Portela perderia quinze pontos; a Mangueira, dez; e o título ficaria com o Salgueiro. O advogado do Salgueiro, José Scafer, exigiu a contagem dos pontos negativos, enquanto diretores de Portela e Mangueira argumentaram que o atraso no desfile foi culpa da polícia e dos técnicos de televisão. Um princípio de tumulto teve que ser controlado pela Polícia. A Prefeitura assumiu a culpa pelos atrasos nos desfiles, proclamando o resultado sem a contagem dos pontos negativos. No mesmo dia, o presidente do Salgueiro, Nelson de Andrade, anunciou que entraria com um mandato de segurança na Justiça contra o resultado e que a vitória da Portela era provisória. No dia seguinte, representantes das escolas de samba voltaram a se reunir a fim de encontrar uma solução para o impasse. O presidente da Portela, Natal, sugeriu que as cinco primeiras colocadas fossem declaradas campeãs e dividissem o prêmio de 280 mil cruzeiros. A proposta foi aceita por unanimidade. Natal também convidou as outras quatro campeãs para desfilarem junto com a Portela, no dia seguinte, em Madureira.
Com a vitória, a Portela conquistou seu 15.º título no carnaval, sendo o quarto consecutivo (a escola também foi campeã em 1957, 1958 e 1959). O enredo, sobre o Rio de Janeiro, foi desenvolvido por Djalma Vogue, que obteve seu quarto título à frente da Portela. A Mangueira foi campeã pela oitava vez; o Salgueiro venceu seu primeiro campeonato; a Unidos da Capela foi campeã pela segunda vez; o Império Serrano conquistou seu sétimo título.
| Legenda: Campeãs Rebaixadas à segunda divisão * Sem informação disponível |

| Col. | Escola                                | Enredo                                             | Carnavalesco(a)                                                             | Pontos |
| ---- | ------------------------------------- | -------------------------------------------------- | --------------------------------------------------------------------------- | ------ |
| 1    | Portela                               | Rio, Capital Eterna do Samba ou Rio, Cidade Eterna | Djalma Vogue                                                                | 100    |
| 1    | Estação Primeira de Mangueira         | Carnaval de Todos os Tempos ou Glória ao Samba     | Roberto Paulino e Darque Dias Moreira                                       | 98     |
| 1    | Acadêmicos do Salgueiro               | Quilombo dos Palmares                              | Fernando Pamplona, Arlindo Rodrigues, Newton Sá, Marie Louise e Dirceu Nery | 95     |
| 1    | Unidos da Capela                      | Produtos e Costumes de Nossa Terra                 | João Moleque                                                                | 80     |
| 1    | Império Serrano                       | Medalhas e Brasões                                 | Direção de carnaval                                                         | 78     |
| 2    | Aprendizes de Lucas                   | José Bonifácio, Patriarca da Independência         | *                                                                           | 71     |
| 3    | Mocidade Independente de Padre Miguel | Frases Célebres da História                        | Ari de Lima                                                                 | 68     |
| 4    | União de Jacarepaguá                  | A Um Passo da Glória                               | *                                                                           | 60     |
| 5    | Unidos de Padre Miguel                | Ato da Aclamação                                   | João Jerônimo (Moreno)                                                      | 59     |
| 6    | Beija-Flor                            | Regência Prima                                     | Augusto de Almeida                                                          | 58     |
| 7    | Aprendizes da Boca do Mato            | Rui Barbosa na Conferência de Haia                 | *                                                                           | 51     |
| 8    | Unidos de Bangu                       | Jóias da Primavera                                 | Maza                                                                        | 51     |

### Campeonato Câmara do DF
O desfile da segunda divisão, chamado de Campeonato da Câmara do DF, foi organizado pela AESB e realizado no domingo, dia 28 de fevereiro de 1960, na Avenida Presidente Vargas.
| Ordem dos desfiles |
| 1. Unidos da Ponte 2. Unidos de Nilópolis 3. Cartolinhas de Caxias 4. Unidos do Morro Azul 5. Paraíso do Tuiuti 6. Caprichosos de Pilares 7. Unidos do Salgueiro 8. Tupy de Brás de Pina 9. Acadêmicos de Bento Ribeiro 10. Unidos de São Carlos (Não desfilou) 11. União da Piedade 12. Unidos da Tijuca 13. Unidos da Vila São Luís 14. Império da Tijuca 15. Unidos do Cabuçu 16. Unidos do Jacaré 17. Filhos do Deserto 18. Império do Marangá 19. Flor do Lins |

#### Julgadores
A comissão julgadora foi formada por: Geir Campos (escritor); Hildebrando Pereira Matos (músico); Jorge Couto Simões (artista plástico); Marina Gremo (coreógrafa); e Napoleão Muniz Freire (figurinista).

#### Classificação
Caprichosos de Pilares foi a campeã, garantindo seu retorno à primeira divisão, de onde foi rebaixada no ano anterior. Vice-campeã, Acadêmicos de Bento Ribeiro também foi promovida ao primeiro grupo.
| Legenda: Promovidas à primeira divisão Rebaixadas à terceira divisão * Sem informação disponível |

| Col.                                | Escola                      | Enredo                                    | Carnavalesco(a)          | Pontos |
| ----------------------------------- | --------------------------- | ----------------------------------------- | ------------------------ | ------ |
| 1                                   | Caprichosos de Pilares      | Invasão Holandesa na Bahia                | *                        | 94,5   |
| 2                                   | Acadêmicos de Bento Ribeiro | *                                         | *                        | 87     |
| 3                                   | Império do Marangá          | Rio Antigo Colonial                       | *                        | 80,5   |
| 4                                   | Unidos do Cabuçu            | De Cabral a JK                            | *                        | 79     |
| 5                                   | Tupy de Brás de Pina        | Exaltação à Arte e Pintura de Almeida Jr. | Antônio José Soares      | 78,5   |
| 6                                   | Império da Tijuca           | Brasil Universitário                      | Claudino e Jorge Melodia | 75     |
| 7                                   | Filhos do Deserto           | Brasil Colonial                           | *                        | 73     |
| 8                                   | Unidos da Tijuca            | Sonho de Bravos                           | *                        | 71     |
| 9                                   | Cartolinhas de Caxias       | As Três Heroínas                          | *                        | 71     |
| 10                                  | Flor do Lins                | Glória a Memória de Carlos Gomes          | *                        | 71     |
| 11                                  | Paraíso do Tuiuti           | Exaltação a Villa Lobos                   | Júlio Mattos             | 65     |
| 12                                  | Unidos da Vila São Luís     | Entradas e Bandeiras Através dos Séculos  | *                        | 61     |
| 13                                  | Unidos de Nilópolis         | Exaltação a Brasília                      | *                        | 61     |
| 14                                  | União da Piedade            | Academia de Letras                        | *                        | 58     |
| 15                                  | Unidos do Jacaré            | Adeus Cidade Maravilhosa                  | *                        | 52     |
| 16                                  | Unidos do Morro Azul        | Três Gigantes do Patriotismo              | *                        | 51     |
| 17                                  | Unidos da Ponte             | Exaltação ao Estado do Rio de Janeiro     | Carmelita Brasil         | 48     |
| 18                                  | Unidos do Salgueiro         | *                                         | *                        | 37     |
| Unidos de São Carlos (Não desfilou) |                             |                                           |                          |        |

### Campeonato Dep. de Turismo e Certames
O desfile da terceira divisão, chamado de Campeonato Dep. de Turismo e Certames, foi organizado pela AESB e realizado no domingo, dia 28 de fevereiro de 1960, na Praça Onze.
| Ordem dos desfiles |
| 1. Paraíso da Floresta 2. União de Vaz Lobo 3. Alunos da Penha Circular 4. União da Ilha do Governador 5. Império de Campo Grande 6. Imperatriz Leopoldinense 7. Unidos do Éden 8. Independentes de Mesquita 9. Boa União de Coelho da Rocha (Não desfilou) 10. Universitária de Rocha Miranda (Não desfilou) 11. Capricho do Centenário 12. Unidos da Vila Santa Tereza 13. Acadêmicos do Engenho da Rainha 14. Unidos de Vila Isabel 15. Aprendizes da Gávea 16. Independentes do Leblon 17. Além do Horizonte |

#### Julgadores
A comissão julgadora foi formada por: Alberto Simões da Silva; Edmundo Carijó; Geir Campos; Glauco Rodrigues; Raimundo Nogueira; Edmundo Carijó; e Bororó.

#### Classificação
Unidos de Vila Isabel foi a campeã, garantindo seu retorno à segunda divisão, de onde foi rebaixada no ano anterior. Vice-campeã, a União de Vaz Lobo também foi promovida ao segundo grupo, de onde foi rebaixada no ano anterior. As escolas Boa União de Coelho da Rocha e Universitária de Rocha Miranda não desfilaram.
| Legenda: Promovidas à segunda divisão * Sem informação disponível |

| Col. | Escola                          | Enredo                                       | Carnavalesco(a)                                      | Pontos |
| ---- | ------------------------------- | -------------------------------------------- | ---------------------------------------------------- | ------ |
| 1    | Unidos de Vila Isabel           | Poeta dos Escravos                           | Gabriel do Nascimento                                | 78     |
| 2    | União de Vaz Lobo               | Brasília - Mundo Novo                        | *                                                    | 75     |
| 3    | União da Ilha do Governador     | Homenagem às Forças Armadas                  | Djalma                                               | 70     |
| 4    | Independentes do Leblon         | *                                            | *                                                    | 68     |
| 5    | Independentes de Mesquita       | Vultos Heróicos de Passado Exemplar          | *                                                    | 62     |
| 6    | Imperatriz Leopoldinense        | Homenagem à Academia Brasileira de Letras    | Amaury Jório, Oswaldo Gomes Pereira e Leonam Martins | 61     |
| 7    | Aprendizes da Gávea             | Brasil na Guerra                             | *                                                    | 59,5   |
| 8    | Unidos da Vila Santa Tereza     | Fundação da Cidade do Rio de Janeiro         | Alcides Fernandes de Castro e Arthur Nunes           | 58     |
| 9    | Paraíso da Floresta             | Petrópolis - Cidade das Flores               | *                                                    | 52,5   |
| 10   | Acadêmicos do Engenho da Rainha | Símbolos da Pátria                           | *                                                    | 49     |
| 11   | Unidos do Éden                  | Vultos Inesquecíveis                         | *                                                    | 46     |
| 12   | Alunos da Penha Circular        | Brasília, Futuro do Brasil                   | *                                                    | 44     |
| 13   | Império de Campo Grande         | O Guarani                                    | *                                                    | 41     |
| 14   | Além do Horizonte               | Exército e Suas Efemérides da Segunda Guerra | *                                                    | 39     |
| 15   | Capricho do Centenário          | Raposo Tavares                               | *                                                    | 35     |

## Frevos carnavalescos
O desfile dos frevos foi realizado a partir das 19 horas do domingo, dia 28 de fevereiro de 1960, na Avenida Rio Branco.
| Ordem dos desfiles                                                                                                   |
| 1. Pás Douradas 2. Lenhadores 3. Vassourinhas 4. Prato Misterioso 5. Batutas da Cidade Maravilhosa 6. Misto Toureiro |

### Quesitos e julgadores
A comissão julgadora foi formada por quatro personalidades escolhidas pelo Departamento de Turismo.
| Quesito | Quesito             | Julgador                         |
| ------- | ------------------- | -------------------------------- |
|         | Melodia e Orquestra | Guio de Morais (músico)          |
|         | Enredo              | Valdemar Cavalcanti (coreógrafo) |
|         | Fantasias           | Augusto Rodrigues (figurinista)  |
|         | Evoluções e Passos  | Mário Magalhães (escritor)       |

### Classificação
Lenhadores foi o clube campeão.
| Legenda: Campeão * Sem informação disponível |

| Col. | Frevo                         | Enredo                          | Pontos |
| ---- | ----------------------------- | ------------------------------- | ------ |
| 1    | Lenhadores                    | Brasil em Marcha                | 60     |
| 2    | Prato Misterioso              | Saúde                           | 49     |
| 3    | Misto Toureiro                | *                               | 43     |
| 4    | Vassourinhas                  | A Vida de Fernão Dias Pais Leme | 41     |
| 5    | Pás Douradas                  | A Baía Através dos Tempos       | 36     |
| 6    | Batutas da Cidade Maravilhosa | Tesouro Auriverde               | 35     |

## Ranchos carnavalescos
O desfile dos ranchos foi realizado na segunda-feira, dia 29 de fevereiro de 1960. Com início marcado para as 19 horas e 30 minutos, começou apenas às 23 horas, tendo seu término às sete horas da manhã do dia seguinte. A ordem de desfile foi definida por sorteio.
| Ordem dos desfiles |
| 1. Unidos do Cunha 2. Unidos do Morro do Pinto 3. Recreio da Saúde 4. Resedá 5. Índios do Leme 6. União dos Caçadores 7. Azulões da Torre 8. Aliados de Quintino 9. Decididos de Quintino 10. Aliança de Quintino |

### Julgadores
A comissão julgadora foi formada por: Aloísio Alencar Pinto (músico); Édison Carneiro (escritor); Mário Barata (artista plástico); Bellá Paes Leme (figurinista); e Demitri (coreógrafo).

### Classificação
O rancho Decididos de Quintino foi campeão.
| Col. | Rancho                   | Pontos |
| ---- | ------------------------ | ------ |
| 1    | Decididos de Quintino    | 83     |
| 2    | Resedá                   | 67     |
| 3    | Recreio da Saúde         | 66,23  |
| 4    | Unidos do Cunha          | 63     |
| 5    | Aliança de Quintino      | 62,5   |
| 6    | União dos Caçadores      | 61,5   |
| 7    | Unidos do Morro do Pinto | 59,5   |
| 8    | Azulões da Torre         | 57,30  |
| 9    | Índios do Leme           | 55     |
| 10   | Aliados de Quintino      | 47,5   |

## Sociedades carnavalescas
O desfile das grandes sociedades foi realizado a partir da noite da terça-feira de carnaval, dia 1 de março de 1960.
| Ordem dos desfiles |
| 1. Clube dos Fenianos 2. Turunas de Monte Alegre 3. Tenentes do Diabo 4. Clube dos Embaixadores 5. Embaixada do Sossego 6. Clube dos Democráticos 7. Clube dos Cariocas 8. Pierrôs da Caverna |

### Julgadores
A comissão julgadora foi formada por: Salvador Ferraz (pintor); Newton Sá (cenógrafo); Moacir Fernandes (escultor); Quirino Campofiorito (crítico de arte); e Arlindo Rodrigues (figurinista).

### Classificação
Pierrôs da Caverna venceu a disputa.
| Col. | Sociedade               | Pontos |
| ---- | ----------------------- | ------ |
| 1    | Pierrôs da Caverna      | 66     |
| 2    | Clube dos Embaixadores  | 59     |
| 3    | Clube dos Cariocas      | 58     |
| 4    | Embaixada do Sossego    | 53     |
| 5    | Clube dos Fenianos      | 51     |
| 6    | Clube dos Democráticos  | 50,5   |
| 7    | Turunas de Monte Alegre | 44     |
| 8    | Tenentes do Diabo       | 43     |